# Hypogymnia flavida
Hypogymnia flavida är en art av bladliknande svampar i familjen Parmeliaceae. Man kan hitta den på bergiga platser i östasien, där den växer på bark och trä från trädväxter. Den har en relativt stor gulaktig tallus.

## Taxonomi
Hypogymnia flavida beskrevs som en ny art år 2001 av lichenologerna Bruce McCune och Walter Obermayer. Typexemplaret samlades in från Jiaozi Snow Mountain norr om Kunming, på en höjd av 3 700 meter. Här hittades den växande på ett vintergrönt barrträd.

## Beskrivning
Arten har en bladig ren gulgrön  upp till 20 cm bred tallus. Soredia, isidia och lobules är frånvarande från tallusytan. Apothecia är vanligt förekommande; de har en rödbrun skiva i en urnformad behållare och mäter upp till 17 mm i diameter. Ascosporerna är mer eller mindre sfäriska och mäter 5,5 gånger 5,0 μm.